# 范乐成
范樂成（1909年—1970年），湖北武漢人。外科醫生。
1936年畢業於協和醫學院，獲醫學博士學位。對日抗戰時期，在國民政府的軍隊醫院中服務。1946年前往美國佐治亞州阿利文總醫院學習。曾任漢口陸軍總醫院院長，武漢大學醫學院教授。1959年與殷傳昭、張澤生、彭志琛等任武汉医学院副院長，文革期間被指控為國民黨特務，“活剖新四軍戰士”，接受審查，1970年7月13日自殺身亡。著有《战地外伤急救》、《战伤治法》、《局部外科学》等。